# Casa Morera (la Vall de Boí)
La Casa Morera és una obra de la Vall de Boí (Alta Ribagorça) inclosa a l'Inventari del Patrimoni Arquitectònic de Catalunya.

## Descripció
Unitat tipològica descrita; familiar agrícola i ramadera amb casa, paller, estable i era.
La casa té tres pisos d'alçada amb petites obertures i llucana a la teulada. El paller i l'era s'ubiquen a la banda de carrer, entrada de l'habitatge. Consta de moltes obertures i una porta d'accés ala casa molt simple.

## Història
Té parts refetes com el mur de tanca de l'era.